# 11月20日
11月20日是公历一年中的第324天（闰年第325天），离全年的结束还有41天。

## 大事记

### 19世紀以前
- 284年：羅馬帝國軍隊推舉戴克里先接替已故的努梅里安成為羅馬皇帝，爾後結束三世紀危機。
- 762年：安史之乱：唐朝军队在回纥的帮助下收复洛阳。
- 1194年：神圣罗马帝国皇帝亨利六世率军攻占巴勒莫。
- 1407年：勃艮第公爵约翰和奥尔良公爵路易庄严宣誓和解。
- 1789年：新泽西州成为美国第一个批准《人权法案》的州。
- 1794年：多米尼克·德·佩里尼翁將軍率領的法國共和軍在黑山戰役大勝西班牙軍隊，奠定了庇里牛斯山戰爭法軍的勝利。

### 19世紀
- 1805年：贝多芬的唯一歌剧作品费德里奥于维也纳首演。
- 1815年：1815年巴黎条约签署，将法国边境改为1790年以先，将拿破仑流放至圣海伦娜岛。
- 1897年：中德两国就德军侵占胶州湾一事在北京谈判。

### 20世紀
- 1902年：法国体育报纸《队报》为了促进销售量决定举办公路自行车赛，后来演变成为著名的环法自行车赛。
- 1904年：反清革命组织光复会于上海成立。
- 1910年：墨西哥政治家弗朗西斯科·馬德羅發動墨西哥革命，以結束波費里奧·迪亞斯的獨裁統治。
- 1917年：俄罗斯与波兰代表放弃各自于烏克蘭人民共和國中央理事会的权利。
- 1917年：第一次世界大战：康布雷战役开始。
- 1925年：冯玉祥与奉军郭松龄签订密约七条，发动反奉战争。
- 1933年：中國國民革命軍第十九路軍李济深、陈铭枢、蒋光鼐、蔡廷锴等在福建省福州市公开宣布反蒋抗日，发动闽变，在福州成立“中华共和国人民革命政府”。
- 1935年：红一方面军抵达陕西后进攻国民革命军控制城镇，直罗镇战役爆发。
- 1940年：第二次世界大战：匈牙利王國簽署三国同盟条约加入軸心國。
- 1943年：第二次世界大战：美國軍隊開始與駐守塔拉瓦環礁和吉爾伯特群島的日本軍隊交戰，塔拉瓦戰役爆發。
- 1945年：同盟国在德国纽伦堡设立的国际军事法庭正式开庭，对22位纳粹德国主要战犯进行审判，史称纽伦堡审判。
- 1946年：中国国民政府与美国签订“中美空中运输协定”。
- 1947年：英国伊丽莎白公主与希腊王子菲利普在西敏寺举行婚礼。
- 1950年：印度总理尼赫鲁宣布以麦克马洪线为印藏边界，不接受中国地图上标明的边界线，两国边界争端开始。
- 1959年：聯合國大會第1386號決議，通過「兒童權利宣言」，同時宣布11月20日為世界兒童日。
- 1962年：美国海军结束对古巴的封锁，古巴导弹危机宣布结束。
- 1967年：香港無綫電視正式啟播第二日，綜藝節目《歡樂今宵》首播。
- 1969年：越战：克里夫蘭公開美萊村屠殺的照片。
- 1974年：美国司法部根据《反垄断企业法》，勒令AT&T同贝尔实验室必须分为两个公司。
- 1974年：德国汉莎航空540号班机在肯尼亚内罗毕肯雅塔国际机场起飞时失事，导致59人死亡。
- 1979年：200名穆斯林在麦加克尔白清真寺暴乱，扣押了6000名当时正在朝圣的穆斯林为人质，沙特阿拉伯军队在法国特种部队的协助下平息了暴乱。
- 1980年：中华人民共和国最高人民法院特别法庭开庭公审林彪、江青案的十名主犯江青、张春桥、姚文元、王洪文、陈伯达、黄永胜、吴法宪、李作鹏、邱会作、江腾蛟
- 1982年：中國全國人大副委員長廖承志接見香港中華廠商聯合會代表時指出，中國政府將不遲於1997年收回香港，並保證1997年後「港人治港」、保持香港安定繁榮及香港市民生活方式不變。
- 1984年：搜寻地外文明计划开始运作。
- 1985年：微软发布Windows操作系统1.0版。
- 1989年：天鹅绒革命：捷克斯洛伐克首都布拉格爆发达50万参与人数的大规模群众抗议活动。
- 1991年：香港科技大學建築費嚴重超支16億港元。
- 1992年：英國發生溫莎城堡火災。
- 1993年：由雅克-42D客机執飛的馬其頓進出口航空110號班機在马其顿共和国奧赫里德附近坠毁，116人死亡。
- 1994年：根據《路沙卡議定書》，安哥拉政府與安盟叛軍簽訂停火協議，試圖結束安哥拉內戰，但以失敗告終。
- 1995年：英國王室黛安娜王妃接受英國廣播公司（BBC）電視節目廣角鏡的訪談，坦承與查爾斯王子的婚姻已瀕臨破碎。
- 1996年：嘉利大廈大火：香港佐敦彌敦道嘉利大廈發生五級大火，造成41人死亡，80人受傷。
- 1998年：阿富汗塔利班政府控制下的法庭宣布奥萨玛·本·拉登为“无罪完人”。
- 1998年：國際太空站首個部件曙光號功能貨艙自哈薩克貝科奴太空發射場發射升空。
- 1999年：中国第一艘进行测试、无人驾驶的宇宙飞船神舟一号在酒泉卫星发射中心发射升空。

### 21世紀
- 2005年：台北101首度舉辦台北101國際登高賽，比賽樓層1～91樓（2046階），樓高392公尺，正式超越美國帝國大廈登高賽的比賽規模，成為世界上最高樓的登高賽。
- 2007年：第13届东盟首脑会议在新加坡开幕，与会的东盟10国领导人签署了第一份具有普遍法律约束力的文件《东盟宪章》。
- 2013年：首届中国国际马戏节在中国广东省珠海市横琴举行。
- 2019年：安倍晉三成為日本憲政史上，在任時間最長的內閣總理大臣。
- 2019年：美國國會正式通過香港人權與民主法案。

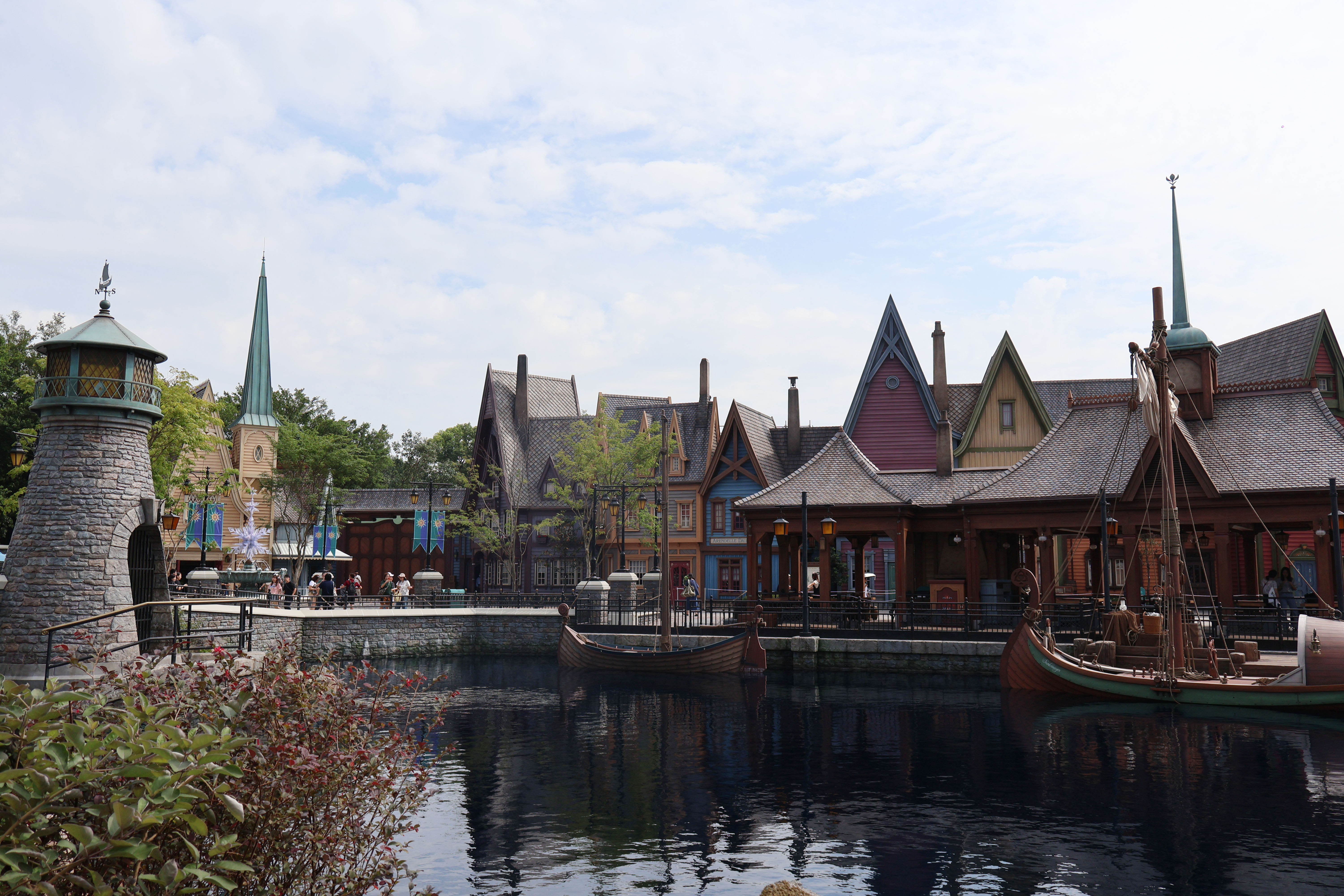
香港迪士尼樂園魔雪奇緣世界

- 2023年：香港迪士尼樂園新園區魔雪奇緣世界開幕，為全球迪士尼首個以賣座動畫「魔雪奇緣」為主題的園區，當中的『雪嶺滑雪橇』更為香港獨有的過山車。

## 出生

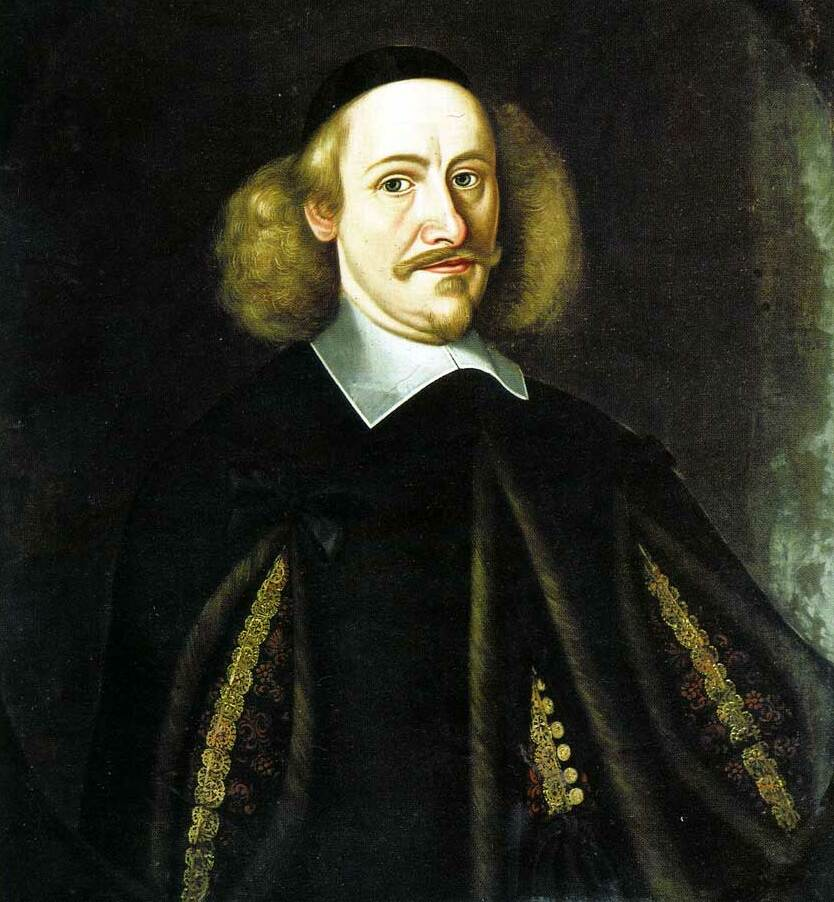
奥托·冯·居里克

- 270年：馬克西米努斯，羅馬帝國東部奧古斯都（313年逝世)
- 809年：唐文宗李昂，唐朝皇帝（840年逝世）
- 939年：宋太宗趙炅，宋朝皇帝（997年逝世）
- 1602年：奥托·馮·格里克，德國物理學家，活塞式真空泵发明者（1686年逝世）
- 1620年：阿瓦庫姆，俄羅斯主教（1682年逝世）
- 1625年：保盧斯·波特，荷蘭画家（1654年逝世）
- 1688年：朝鮮景宗李昀，朝鲜王朝第20代君主（1725年逝世）
- 1750年：蒂普，南印度邁索爾蘇丹王（1799年逝世）
- 1761年：教宗庇護八世，羅馬主教（1830年逝世）
- 1794年：愛德華·呂佩爾，德國博物學家、探險家（1884年逝世）
- 1841年：威爾弗里德·劳雷爾，加拿大政治人物，第8任加拿大總理（1919年逝世）
- 1841年：弗朗索瓦·德尼·萊吉蒂姆，海地軍人、政治人物，第14任海地總統（1935年逝世）
- 1851年：薩伏依的瑪格麗塔，義大利王后（1926年逝世）
- 1858年：塞爾瑪·拉格洛夫，瑞典作家，1909年諾貝爾文學獎得主（1940年逝世）
- 1877年：赫伯特·彼特曼，英國海員，鐵達尼號三副（1961年逝世）
- 1886年：卡爾·馮·弗里希，奧地利動物行為學家，1973年諾貝爾生理學或醫學獎得主（1982年逝世）
- 1889年：愛德文·哈勃，美國天文學家，星系天文學之父（1953年逝世）
- 1896年：長谷川千代乃，日本超級人瑞（2011年逝世）
- 1907年：亨利-喬治·克魯佐，法國電影導演、編劇、製片人（1977年逝世）
- 1909年：黎明暉，中國女演員（2003年逝世）
- 1912年：劉雪葦，中國文藝理論家、作家（1998年逝世）
- 1912年：奧托·馮·哈布斯堡，奧匈帝國末代皇儲（2011年逝世）
- 1915年：胡耀邦，第十一屆中国共产党中央委员会主席，第十二屆中国共产党中央委员会总书记（1989年逝世）
- 1915年：市川崑，日本電影導演（2008年逝世）
- 1917年：羅伯特·伯德，美國政治人物，史上任期最長的參議員（2010年逝世）
- 1923年：内丁·戈迪默，南非女作家，1991年諾貝爾文學獎得主（2014年逝世）
- 1924年：本華·曼德博，波蘭裔法國、美國雙重國籍數學家（2010年逝世）
- 1925年：羅伯特·弗朗西斯·甘迺迪，美國政治人物，第64任美國司法部長（1968年逝世）
- 1926年：崔銀姬，韓國女演員（2018年逝世）
- 1930年：崔永林，朝鲜内阁總理
- 1936年：堂·德里羅，美國散文家、小說家、劇作家
- 1939年：吳清輝，香港政治人物，曾任浸會大學校長
- 1940年：阿里耶·瓦谢尔，美國-以色列生物化學家，2013年諾貝爾化學獎得主
- 1942年：喬·拜登，美國政治人物，第46任美國總統，曾任美國副總統
- 1942年：池萬元，南韓工程師、教育家、政治人物、反共主義者、韓國陸軍退役上校
- 1942年：瑪·保祿·法賴吉·拉霍，加色丁摩蘇爾總主教（2008年逝世）
- 1943年：第十五代休姆伯爵，英國貴族（2022年逝世）
- 1946年：张高丽，第十八屆中共中央政治局常委、第十二屆国务院副總理
- 1946年：豬瀨直树，日本作家
- 1947年：張建東，香港政治人物（2014年逝世）
- 1947年：喬·沃爾什，美國搖滾吉他手
- 1948年：約翰·博爾頓，美國常駐驻联合國代表、國家安全顾问
- 1950年：高大成，台灣法醫、醫師
- 1954年：島田敏，日本男性聲優
- 1955年：松浦敏夫，日本足球運動員
- 1959年：張天愛，香港時裝設計師
- 1960年：叶江川，中国国际象棋选手
- 1961年：皮埃爾·艾爾梅，法國糕点師
- 1962年：彭丽媛，中国女歌唱家，习近平第二任夫人
- 1962年：淺利義遠，日本漫畫家
- 1963年：蒂莫西·高爾斯，英國數學家、數學作家，1998年菲爾尔兹獎奖得主
- 1963年：溫明娜，美國華裔女演員
- 1965年：草尾毅，日本男性聲優
- 1965年：Yoshiki，日本樂團X Japan團長
- 1966年：泰瑞·洛弗喬伊，澳大利亞信息技術專家、業餘天文學家
- 1968年：周初明，新加坡男演員
- 1968年：羅賓·克納，美國天體物理學家
- 1969年：陳欣，香港男配音員
- 1970年：曼蘇爾·阿勒納哈揚，阿联酋副總总理、商人
- 1971年：喬爾·麥克哈爾，美國男演員、作家、主持人
- 1973年：郭小橹，中国作家、电影工作者
- 1973年：本田將也，日本足球運動員
- 1975年：孟克巴特爾，中國職業籃球運動員
- 1975年：J·D·德鲁，美國職棒大聯盟右外野手
- 1975年：蔡豐安，台灣湾棒球選手
- 1976年：成潤，台灣男演員
- 1976年：哥倫·史坦高夫斯基，馬其頓足球運動員
- 1976年：明就仁波切，尼泊爾禪師
- 1978年：娜丁·維拉茲蓋茲，美國女演員
- 1979年：林凡，台灣歌手
- 1980年：小池榮子，日本演員
- 1981年：李燕，台灣女演員
- 1981年：叶莉，中国篮球运动员
- 1981年：卡洛斯·布澤爾，美國NBA籃球員
- 1982年：吳申梅，台灣女歌手、演員
- 1982年：目黑萌繪，日本女子冰壺運動員
- 1984年：，英國足球運動員
- 1985年：炎亞綸，台灣男歌手、演員
- 1986年：堀越耕平，日本漫画家
- 1987年：陳匡怡，台灣藝人
- 1987年：藤村鼓乃美，日本女性聲優
- 1989年：寇帝·林利，美國演員
- 1990年：9m88，台灣創作女歌手
- 1990年：譚蓮妮，比利時女子羽球運動員
- 1990年：洛莎琳·艾爾貝，埃及女演員、作家
- 1992年：石村舞波，日本女性偶像、歌手、藝人
- 1992年：尚恩·莫里曼多，美國職業棒球運動員
- 1992年：柳應廷，香港男歌手、演員
- 1993年：佐藤堇，日本女子偶像團體AKB48成員
- 1994年：馬夢唯，中國女演員
- 1995年：持修，台灣創作男歌手
- 1995年：劉少林，華裔匈牙利短道速滑選手
- 1996年：丹尼斯·沙克利亞，瑞士職業足球運動員
- 1998年：江村美咲，日本女子擊劍運動員
- 1999年：張煥宜，臺灣男子武術運動員
- 2000年：山口麻友，日本女演員
- 2000年：日下尚，日本男子摔跤運動員
- 2000年：康妮·塔波特，英國歌手
- 2001年：金俊抒，韓國男子偶像團體WEi成員
- 生年不詳：小若和郁那，日本女性聲優

## 逝世

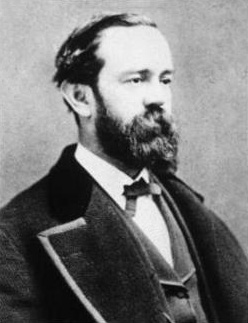
亨利·德雷伯

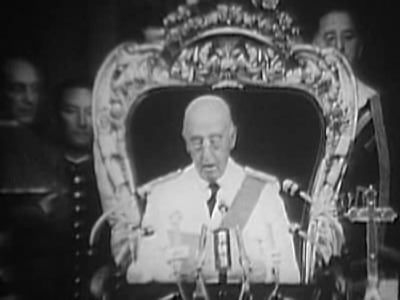
佛朗哥於西班牙國會發表演說

- 284年：努梅里安，羅馬帝國皇帝（253年出生）
- 811年：李藩，唐朝宰相（754年出生）
- 927年：徐溫，唐朝军事人物（862年出生）
- 996年：理查一世，諾曼第公爵（932年出生）
- 1316年：约翰一世，名義上的法蘭西國王（1316年出生）
- 1606年：约翰·利利，英國作家（1554年出生）
- 1612年：约翰·哈林顿，英國詩人（1561年出生）
- 1737年：布蘭登堡-安斯巴赫的卡羅琳，英國王后（1683年出生）
- 1750年：莫里斯·德·薩克斯，法國元帥（1696年出生）
- 1764年：克里斯蒂安·哥德巴赫，德国数学家（1690年出生）
- 1863年：詹姆士·布魯斯，英國殖民地官員，英法聯軍統帥（1811年出生）
- 1871年：安藤信正，日本江戶時代後期政治人物（1819年出生）
- 1882年：亨利·德雷伯，美国天文学家（1837年出生）
- 1883年：天璋院，日本幕府第13代将军的妻子（1836年出生）
- 1894年：安東·魯賓斯坦，俄羅斯鋼琴家（1829年出生）
- 1908年：格奧爾基·沃羅諾伊，烏克蘭數學家（1868年出生）
- 1910年：列夫·托尔斯泰，俄羅斯作家，代表作品有《战争与和平》、《安娜·卡列尼娜》、《复活》等（1828年出生）
- 1918年：约翰·鲍尔，瑞典插畫家（1882年出生）
- 1919年：刘师培，中國經學家
- 1922年：沈曾植，蒙元史地學者、書法家、史學家、同光體詩人、樸學宗師。
- 1935年：約翰·傑利科，第一代傑利科伯爵（英语：Earl Jellicoe），英国皇家海军元帅（1856年出生）
- 1938年：埃德溫·霍爾，美國物理學家（1855年出生）
- 1945年：本庄繁，日本甲级战犯（1876年出生）
- 1948年：曹綺文，香港演员（1918年出生）
- 1962年：住山德太郎，日本海軍中將（1886年出生）
- 1975年：弗朗西斯科·弗朗哥，西班牙獨裁者（1892年出生）
- 1978年：乔治·德·基里科，義大利畫家（1888年出生）
- 1981年：叶公超，中国外交家（1904年出生）
- 1983年：理查德·卢，华裔美国演员（1903年出生）
- 2003年：戴维·达科，中非政治人物，第1、3任中非共和國總統（1930年出生）
- 2004年：安塞爾·凱斯，美國生理學家（1904年出生）
- 2006年：洪學智，中國人民政治協商會議第七、八屆全國委員會副主席，中國人民解放軍唯一一位兩次被授予上將軍銜的高級將領（1913年出生）
- 2006年：勞勃·阿特曼，美國電影導演（1925年出生）
- 2007年：伊恩·史密斯，辛巴威及前羅德西亞政治家（1919年出生）
- 2009年：王诚汉，中国人民解放军上将（1917年出生）
- 2014年：卡耶塔娜·菲茨-詹姆斯·斯圖亞特，西班牙貴族，第18代阿爾瓦公爵（1926年出生）
- 2014年：漢寶德，臺灣知名建築師暨建築學者（1934年出生）[1]
- 2014年：向華勝，香港電影人[2]（1950年出生）
- 2015年：林孝信，臺灣教育學家，《科學月刊》創辦人（1944年出生）
- 2015年：北之湖敏滿，日本相撲力士，第55代橫綱（1953年出生）
- 2016年：科斯蒂斯·斯特凡诺普洛斯，希腊政治人物，第6任希腊总统（1926年出生）
- 2016年：威廉·特雷弗，爱尔兰作家（1928年出生）
- 2018年：阿龙·克卢格，英国化学家（1926年出生）
- 2018年：詹姆斯·哈德利·贝灵顿，美国国会图书馆第13任馆长（1929年出生）
- 2018年：亨利·梅茨格，美國免疫學家（1932年出生）
- 2019年：三阪亙，日裔美國職業籃球運動員（1923年出生）
- 2019年：邱树森，中国历史学家（1937年出生）
- 2022年：薛中銳，中國男演員（1937年出生）
- 2024年：林宗源，臺灣詩人（1935年出生）
- 2024年：約翰·普雷斯科特，英國政治人物（1938年出生）
- 2024年：約迪·瑞爾，美國政治人物（1946年出生）
- 2024年：鄭錚，中國女演員（1963年出生）

## 节假日和习俗
- 世界儿童日
- 跨性別追悼日
- 越南：教師節
- 墨西哥：革命日
- 阿根廷：国家主权日
- 巴西：黑人提高意识日
- 泰國：海军节